# Hieracium streptotrichum
Hieracium streptotrichum là một loài thực vật có hoa trong họ Cúc. Loài này được Zahn mô tả khoa học đầu tiên năm 1907.